# Universidad de Lenguas Extranjeras de Pekín
La Universidad de Estudios Extranjeros de Pekín (en chino simplificado, 北京外国语大学; pinyin, Běijīng Wàiguóyǔ Dàxué) es una universidad de lenguas extranjeras y estudios internacionales de la República Popular China. Como su propio nombre indica, su especialidad son las lenguas extranjeras siendo posible elegir entre más de cuarenta idiomas
Está situada en Weigongcun, distrito de Haidian, Pekín, República Popular de China. El campus ocupa 304.553 m², con un área de 40.000 m² dedicada al alojamiento de los estudiantes y una biblioteca de 9997 m². Está dividido en dos partes por el Tercer Anillo de Pekín. Otras instalaciones con las que cuenta el campus son un centro audiovisual, comedores y pistas de tenis. La universidad es conocía popularmente como Běiwài (北外) y BFSU por sus siglas en inglés (Beijing Foreign Studies University).
La universidad surgió de la Escuela de Lenguas Extranjeras Yan'an, basada en la Unidad de Lengua Rusa de la Facultad Militar y Política Antijaponesa, la cual había sido creada por el Partido Comunista de China durante la invasión japonesa. La BFSU se enorgullece de sus contactos con el Comité Central del Partido y algunos de sus líderes como Mao Zedong y Zhou Enlai. La Universidad es la principal base de enseñanza de lenguas extranjeras. Estuvo afiliada al Ministerio de Relaciones Exteriores desde su fundación hasta principios de los años 80 y en la actualidad se encuentra bajo el Ministerio de Educación. 
La Universidad de Lenguas Extranjeras de Pekín se clasificó para la primera ronda de la competición para entrar en el Proyecto 211, un programa de desarrollo universitario lanzado por el Ministerio de Educación en 1996.

## Escuelas y Departamentos

### Escuelas
- Escuela de Derecho

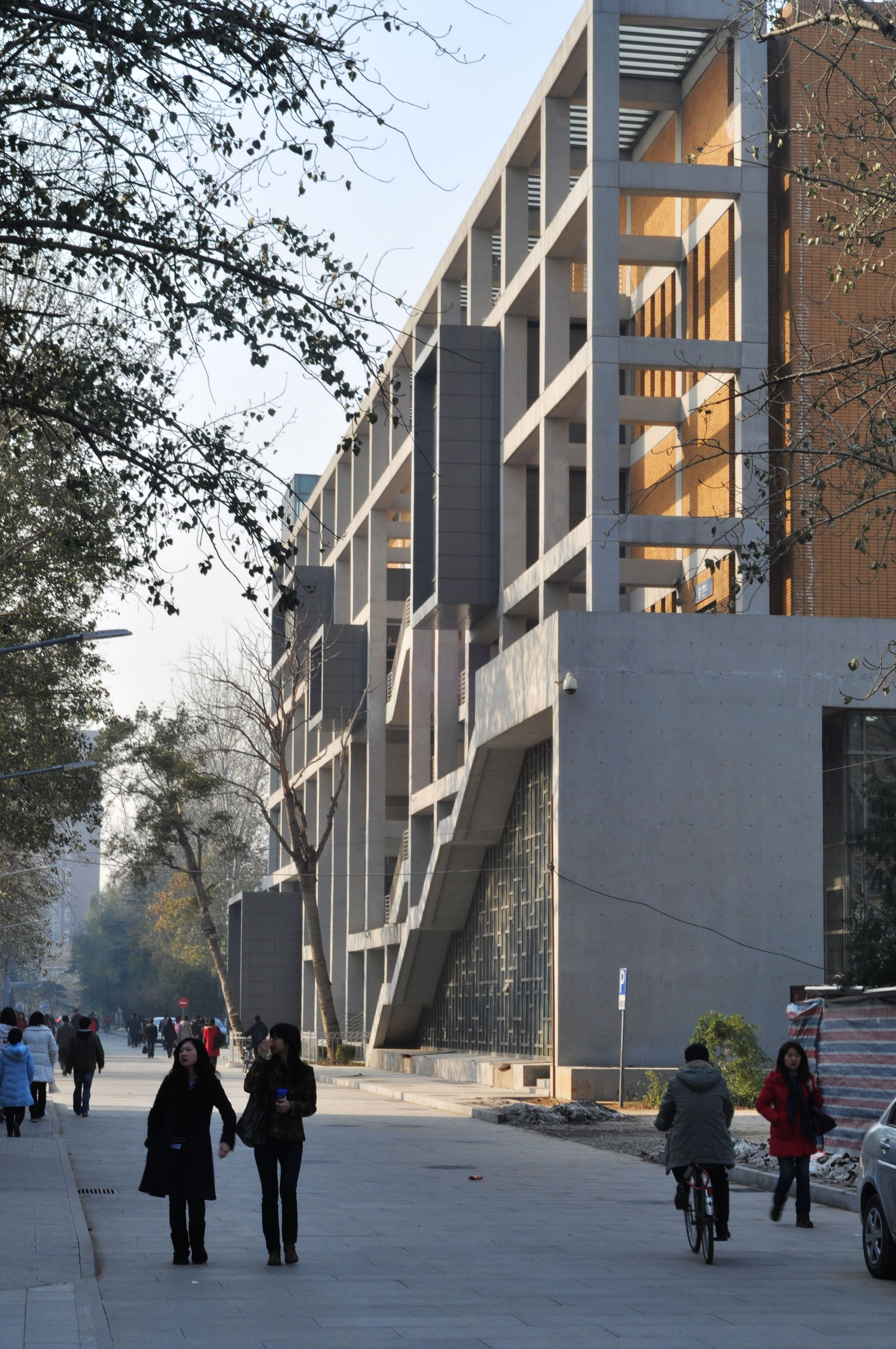
Gimnasio de la BFSU

- Escuela de Estudios de Asia y África

- Departamento de Estudios Coreanos

- Departamento de Estudios del Sudeste Asiático

- Escuela de Literatura y Lengua Chinas

- Departamento de Lengua China

- Departamento de Chino como lengua extranjera

- Escuela de Inglés y Estudios Internacionales

- Departamento de Estudios Ingleses

- Departamento de Comunicación y Periodismo Internacional

- Departamento de Traducción e Interpretación

- Departamento de Estudios Irlandeses

- Escuela de idiomas y cultura europeos

- Departamento de Estudios de Europa Oriental y del Sur

- Departamento de Estudios de Europa del Norte

- Escuela de Negocios Internacionales

- Departamento de Contabilidad

- Departamento de Economía empresarial

- Departamento de Comercio electrónico and Gestión de la información

- Departamento de Finanzas

- Departamento de Economía Internacional

- Escuela de Relaciones Internacionales y Diplomacia

- Departamento de Diplomacia

- Departamento de Política internacional

- Escuela de Estudios Rusos

- Estudios Rusos

- Estudios Ucranianos

- Escuela de Graduado en Traducción e Interpretación

### Departamentos
- Departamento de Estudios Árabes

- Estudios Árabes

- Departamento de Estudios Franceses y Francófonos

- Estudios Francófonos

- Estudios suizos

- Departamento de Estudios Alemanes

- Estudios Alemanes

- Estudios Suecos

- Departamento de Estudios Japoneses

- Estudios Japoneses

- Departamento de Estudios Españoles y Portugueses

- Estudios Españoles

- Estudios Portugueses

## Idiomas
- Alemán
- Árabe
- Catalán
- Chino
- Coreano
- Danés
- Español
- Francés
- Griego
- Hebreo
- Inglés
- Italiano
- Japonés
- Kazajo
- Latín
- Malayo
- Noruego
- Persa
- Portugués
- Ruso
- Sueco
- Tailandés
- Tibetano
- Turco
- Ucraniano
- Urdu
- Vietnamita

Fuente:

## Estudiantes internacionales
Algunos estudiantes internacionales informaron al periódico Global Times que estaban especialmente satisfechos con el programa de lengua china. El informe también decía que las instalaciones son modernas y los enseñantes tienen una gran dedicación.

## Administradores y alumnos destacables

### Administrdores
- Yang Shangkun 杨尚昆 – antiguo Presidente de la República Popular China

- Liao Chengzhi 廖承志 – Exministro de la Oficina de Asuntos de Ultramar.

### Alumnos

#### Escritor
- Gao Xingjian 高行健 – Premio Nobel

- Liu Zhenyun 刘震云

- Bi Shumin 毕淑敏

#### Políticos
- Li Guixian 李贵鲜 – Consejero de Estado

- Li Zhaoxing 李肇星 – Ministro de Asuntos exteriores

- Zhou Nan 周南 – Viceministro de Asuntos exteriores

- Zhang Hanzhi 章含之 – Viceministro de Asuntos exteriores

- Fu Ying 傅莹 – Viceministro de Asuntos exteriores

- Zhang Deguang 张德广 – Viceministro de Asuntos exteriores

- Wu Dawei 武大伟 – Viceministro de Asuntos exteriores

#### Comercio y Medios de Comunicación
- Yang Lan 杨澜 – Presentador de televisión

- He Jiong 何炅

- Xu Gehui 许戈辉

## Cooperación Internacional

### Institutos Confucio
- : Universidad de Viena

- : Bruselas

- : Universidad de Lieja

- : Universidad de Sofía

- : Universidad Palacký

- : Universidad de los Andes

- : Universidad de Düsseldorf

- : Núremberg

- : Universidad de Gotinga

- : Universidad de Heidelberg

- : Universidad Eötvös Loránd

- : Universidad de Roma "La Sapienza"

- : Universidad Jagellónica

- : Universidad Ricardo Palma

- : Universidad de Hankuk de Estudios Extranjeros

- : Universidad de Hawái en Manoa

### Convenios Internacionales
- : Universidad San Ignacio de Loyola